# Balance (альбом Van Halen)
 Balance (с англ. — «Баланс») — десятый студийный альбом американской хард-рок группы Van Halen, вышедший 24 января 1995 года на лейбле Warner Bros. Records. Данная работа стала последним альбомом с участием вокалиста Сэмми Хагара до его увольнения в 1996 году

## Об альбоме
Этот альбом является последним из четырёх студийных релизов группы, в котором Сэмми Хагар выступает в качестве солиста.
«The Seventh Seal» была номинирована на премию «Грэмми» за Лучшее хард-рок исполнение.
Это самая значительная и мощная работа группы Van Halen.
При записи альбома Эдди использовал прототип новой гитары «Wolfgang», которую он создал для фирмы «Peavey» и назвал в честь своего сына. Кроме того, был использован новый гитарный усилитель «5150». Здесь наиболее полно и ярко раскрылось творчество каждого из музыкантов, особенно Сэмми Хагара как вокалиста. Для многих поклонников группы Van Halen альбом «Balance» считается вершиной творения, оставляя в тени даже 1984 и Van Halen. Что естественно для того времени, основной тираж «Balance» был выпущен на компакт-диске, но, кроме того, он также был отпечатан ограниченным тиражом в виде долгоиграющей пластинки на виниле.
Оригинальное название альбома было The Seventh Seal, к которому фотограф Глен Векслер создал несколько концепций, в том числе одну с андрогинным четырёхлетним мальчиком. В конце концов они выбрали Balance, который, как объяснил Алекс Векслеру, был связан с беспорядками и изменениями, окружающими Van Halen, включая недавнюю смерть давнего менеджера Эда Леффлера. Алекс задал вопрос, который был посвящен «исследованию двойственности человеческой психики». Затем Векслер набросал новые понятия, с группой по вкусу, такие как сиамские близнецы на качелях. Андрогинный мальчик на самом деле был родом из Денвера (поклонники ошибочно считали его сыном Эдди — Вольфгангом Ван Халеном), был сфотографирован в голливудской студии Векслера, причем дочь Векслера была ручной моделью, которая дергала за волосы андрогинного мальчика. Изображения были объединены с миниатюрным пейзажем для фона с помощью Fractal Design Painter (теперь называется Corel Painter). Векслер подробно описал, что обложка «Balance» имела ряд ироний: «невозможность сиамских близнецов на самом деле играть на качелях; „спокойный“ близнец на самом деле является агрессивным, дергая за волосы свою сестру, чтобы создать видимость агрессивного ребёнка; и не имея никого другого, чтобы играть в пустынной постапокалиптической обстановке, в которой непригодное оборудование детской площадки является единственным объектом в поле зрения». Он добавил, что близнецы были «разработаны», чтобы имитировать форму логотипа «VH». Альтернативная обложка была использована для японского релиза, ссылаясь на культурное оскорбление оригинальной версии, и внутри, компакт-диск показывает рисунок Леонардо да Винчи «Витрувианский человек», и задняя сторона буклета показывает яйцо сидящее на гитаре.
Два концерта во время «Balance» были сняты и транслировались как платное мероприятие в амфитеатре Молсона в Торонто, Онтарио, Канада, 18 и 19 августа. Поговаривали о выпуске живого DVD с этими выступлениями. Во время тура группа оказалась на пике своего развития. Хотя релиз DVD так и не состоялся, большую часть исходного материала можно посмотреть на YouTube.
Это самый долгоиграющий альбом группы эры Сэмми Хагара.
Год спустя Эдвард (которому больше не нравился вариант его имени «Эдди») уволил Сэмми Хагара, отношения с которым в группе окончательно испортились.
Альбом также был выпущен на виниле, с немного изменённым порядком треков и удаленным «Baluchitherium» из-за временных ограничений. Японский бонус-трек «Crossing Over» был использован в качестве стороны Б к американскому CD-синглу «Can’t Stop Lovin' You».

## Список композиций
Слова и музыка всех песен — Эдди Ван Хален, Алекс Ван Хален, Сэмми Хагар и Майкл Энтони.
| №                   | Название                                                          | Перевод                                  | Длительность |
| ------------------- | ----------------------------------------------------------------- | ---------------------------------------- | ------------ |
| 1.                  | «The Seventh Seal»                                                | Седьмая Печать                           | 5:18         |
| 2.                  | «Can't Stop Lovin' You»                                           | Я Не Могу Перестать Любить Тебя          | 4:08         |
| 3.                  | «Don't Tell Me (What Love Can Do)»                                | Не Говори Мне (Что Может Сделать Любовь) | 5:56         |
| 4.                  | «Amsterdam»                                                       | Амстердам                                | 4:45         |
| 5.                  | «Big Fat Money»                                                   | Большие Жирные Деньги                    | 3:57         |
| 6.                  | «Strung Out» (инструментал)                                       | Взвинченный                              | 1:29         |
| 7.                  | «Not Enough»                                                      | Недостаточно                             | 5:13         |
| 8.                  | «Aftershock»                                                      | Толчок После Землетрясения               | 5:29         |
| 9.                  | «Doin' Time» (инструментал, соло Алекса Ван Халена)               | Отбывать Срок                            | 1:41         |
| 10.                 | «Baluchitherium» (инструментал, отсутствует на виниловом издании) | Индрикотерии                             | 4:05         |
| 11.                 | «Take Me Back (Deja Vu)»                                          | Забери Меня Обратно (Дежавю)             | 4:43         |
| 12.                 | «Feelin'»                                                         | Чувствую                                 | 6:36         |
| Общая длительность: | Общая длительность:                                               | Общая длительность:                      | 53:20        |

| №                   | Название                                                   | Перевод             | Длительность |
| ------------------- | ---------------------------------------------------------- | ------------------- | ------------ |
| 9.                  | «Crossing Over» (Сторона Б сингла "Can't Stop Lovin' You") | Пересечение         | 4:49         |
| Общая длительность: | Общая длительность:                                        | Общая длительность: | 58:09        |

### Издание на Виниле
| №                   | Название                                            | Перевод                                  | Длительность |
| ------------------- | --------------------------------------------------- | ---------------------------------------- | ------------ |
| 1.                  | «The Seventh Seal»                                  | Седьмая Печать                           | 5:18         |
| 2.                  | «Can't Stop Lovin' You»                             | Я Не Могу Перестать Любить Тебя          | 4:08         |
| 3.                  | «Don't Tell Me (What Love Can Do)»                  | Не Говори Мне (Что Может Сделать Любовь) | 5:56         |
| 4.                  | «Amsterdam»                                         | Амстердам                                | 4:45         |
| 5.                  | «Big Fat Money»                                     | Большие Жирные Деньги                    | 3:57         |
| 6.                  | «Doin' Time» (инструментал, соло Алекса Ван Халена) | Отбывать Срок                            | 1:41         |
| Общая длительность: | Общая длительность:                                 | Общая длительность:                      | 25:45        |

| №                   | Название                    | Перевод                      | Длительность |
| ------------------- | --------------------------- | ---------------------------- | ------------ |
| 7.                  | «Aftershock»                | Толчок После Землетрясения   | 5:29         |
| 8.                  | «Strung Out» (инструментал) | Взвинченный                  | 1:29         |
| 9.                  | «Not Enough»                | Недостаточно                 | 5:13         |
| 10.                 | «Take Me Back (Deja Vu)»    | Забери Меня Обратно (Дежавю) | 4:43         |
| 11.                 | «Feelin'»                   | Чувствую                     | 6:36         |
| Общая длительность: | Общая длительность:         | Общая длительность:          | 23:30        |

## Участники записи
- Алекс Ван Хален — ударные, перкуссия
- Эдди Ван Хален — электрогитара, клавишные, бэк-вокал
- Майкл Энтони — бас-гитара, бэк-вокал
- Сэмми Хагар — вокал, электрогитара

Дополнительный персонал
- Стив Люкатер — бэк-вокал на «Not Enough»
- Монахи Тантрического университета Гьюто — хор

Продюсирование
- Брюс Фейрбейрн — продюсер, звукорежиссёр
- Майк Фрейзер — ассистент звукорежиссёра
- Джордж Марино — мастеринг
- Эрвин Маспер — инженер
- Майк Плотников — инженер
- Джери Хайден — дизайн
- Рэнди Сент-Николас — фотограф
- Глен Векслер — фотограф (передняя обложка)